# 1967 aux États-Unis
Pour des articles plus généraux, voir Chronologie des États-Unis et 1967.
Chronologie des États-Unis
- 1963
- 1964
- 1965
- 1966
- 1967
- 1968
- 1969
- 1970
- 1971

Cette page concerne des événements d'actualité qui se sont produits durant l'année 1967 du calendrier grégorien aux États-Unis.

## Gouvernement
- Président : Lyndon B. Johnson
- Vice-président : Hubert Humphrey
- Secrétaire d'État :
- Chambre des représentants - Président

## Événements
- 14 janvier : le Human Be-In se tient soudainement au Golden Gate Park à San Francisco.
- 18 janvier : Albert Henry DeSalvo, l'étrangleur de Boston, est condamné à la prison à vie pour avoir violé sa sœur puis l'avoir étranglée ensuite (mort en 1973).
- 21 janvier : émeutes raciale à la Prison d'État de San Quentin (Californie, 1967-1968), causées par des membres du gang Aryan Brotherhood.
- 26 janvier : blizzard à Chicago. La tempête durera 24 heures et causera un arrêt quasi complet de l’activité économique de la ville. 58 cm de neige tomberont sur Chicago et sa proche banlieue.
- 27 janvier :  accident d'Apollo 1.
- 15 février : 24e cérémonie des Golden Globes.
- 17 février : L'investigation du procureur de La Nouvelle-Orléans Jim Garrison sur l'assassinat du Président John F Kennedy est révélé au public par le journal local New Orleans State-Item.
- 22 février : Le pilote David Ferrie, le premier suspect de Jim Garrison dans son enquête sur l'assassinat du Président John F. Kennedy, est retrouvé mort dans son appartement à La Nouvelle Orléans.
- 23 février : le XXVe amendement de la Constitution des États-Unis est adopté.
- 1 mars : l'homme d'affaires Clay Shaw est arrêté par Jim Garrison à son domicile à La Nouvelle-Orléans.
- 2 mars : 9e cérémonie des Grammy Awards.
- 14 mars : le procès de Clay Shaw est décidé par les juges de Louisiane au vu des éléments d'accusations rapportés.
- Mars : en dépit des mesures budgétaire restrictives adoptées en 1966, la forte croissance des dépenses fédérales, notamment militaires (hausse de 8 milliards de dollars sur le 1er semestre 1967) entraine l'apparition d'un déficit de 13,3 milliards de dollars.
- 3-7 avril :  « la Troisième Vague » une expérience de conditionnement mental est réalisée par le professeur d'histoire, Ron Jones, au lycée Cubberley, à Palo Alto, en Californie.
- 10 avril : 39e cérémonie des Oscars.
- 28 avril : Déclaration devant le Congrès du général William Westmoreland, commandant en chef des opérations au Vietnam : « Avec résolution, confiance, patience, détermination et un soutien continu, nous vaincrons au Viêt Nam contre l'agression communiste »
- 1er mai : le célibataire le plus convoité du monde Elvis Presley, 33 ans, épouse Priscilla Ann Beaulieu, 19 ans, à Las Vegas (Nevada).
- 17 mai : affaire des « Neuf de Catonsville » (Catonsville Nine). Neuf personnes, dont les prêtres catholiques Daniel Berrigan et son frère Philip, s’emparent de registres dans un bureau d’incorporation du Maryland pour y mettre le feu.
- 29 mai : l'arrêt de la Cour suprême Reitman v. Mulkey met en garde contre les utilisations discriminatoires de l'initiative populaire.
- Mai : émeutes raciales à Nashville (Tennessee) et Houston. Le mouvement s’étend à plus de cent villes et atteint son paroxysme en juillet. Près de 300 personnes y laissent la vie.
- Juin : Selon un décompte effectué par la presse, plus de 70 000 américains ont été mis hors de combat au Vietnam depuis le début de l'intervention au sol en 1965.
- 12 juin : l'arrêt Loving v. Virginia déclare anti-constitutionnelle la loi de Virginie qui interdit les mariages entre personnes de « race noire » et « blanche ».
- 16, 17 et 18 juin : le Monterey Pop Festival marque le début du Summer of Love pour les hippies de Californie.
- Juillet : le secrétaire à la défense McNamara rencontre le général Westmoreland afin de parvenir à un accord sur la conduite ultérieure des opérations militaires au Vietnam.
  - 200 000 soldats supplémentaires en plus des 470 000 déjà présents sont sollicités pour face aux nouvelles offensives des  Nord-vietnamiens.
  - Après d'âpres discussions, le président Johnson décide d’envoyer 55 000 soldats en renfort ce qui porte le total des forces américaines sur place à 525 000 hommes.
- 12 - 17 juillet : altercation entre policiers et afro-américains dans le quartier du New Jersey. Il s'ensuit cinq jours de violentes émeutes dans les quartiers noirs de Newark, littéralement saccagés par les émeutiers. La police de New York rétablit l'ordre au prix de 26 morts et 1 500 blessés.
- 23 - 28 juillet : intervention policière dans la 12e rue de Détroit, quartier majoritairement noire. De graves émeutes se déclenchent, avec une violence telle que les forces de l'ordre locales sont rapidement dépassées (on compte alors plus de 10 000 émeutiers). La violence et l'étendue des émeutes obligent le Président des Etats-Unis, Lyndon Johnson à décréter la ville en état d'insurrection en évoquant l'Insurrection Act (une première dans l'histoire récente du pays). Cette déclaration autorise le gouvernement à déployer l'armée à Détroit pour rétablir l'ordre. 8 000 soldats de la garde nationale du Michigan et 4 700 marines sont rapidement envoyés sur place. Les troupes fédérales et locales parviennent enfin à rétablir l'ordre au bout de 48 heures. Ces 5 jours d'émeutes ont fait 43 morts et plus de 2 000 blessés. 3 membres des forces de l'ordre ont été tués et 300 ont été blessés. 7 200 personnes ont été arrêtés. Les destructions de biens représentent plus 50 millions de dollars. Ces émeutes sont les plus sanglantes de l'histoire des États-Unis, par leur ampleur, leur durée, leur violence et les dégâts occasionnés.
  - La ville de Detroit restera profondément marquée par la violence de ces émeutes qui mettront un coup d'arrêt à son développement amorcé à la fin de la 2e Guerre. La ville connaîtra alors un long déclin avec la fuite de la classe moyenne, une chute de la population et un appauvrissement économique. Déclin qui se poursuit de nos jours.
  - Les troubles s'étendent dans plusieurs États dont l'Illinois, la Caroline du Nord, le Tennessee et le Maryland. Au cours de l'année 1967 le bilan total des violences raciales survenues dans 128 villes du pays s'élève à 83 morts.
- 28 juillet : Le président Lyndon Johnson crée la Commission Kerner, chargée d'enquêter sur les origines des émeutes raciales de 1967 à Detroit (Michigan). Elle est présidée par le gouverneur de l'Illinois Otto Kerner, et est composé de onze membres. Cette commission doit comprendre les sources des émeutes raciales opposants américains noirs et blancs qui déstabilisent le pays depuis le début des années 1960. Elle doit enfin proposer des solutions pour remédier aux problèmes liés à l'intégration et aux discriminations sur les noirs américains.
- Août : le secrétaire américain à la Défense, Robert McNamara, émet des doutes sur la stratégie suivie au Vietnam.
  - Le président Johnson propose de nouveaux relèvements d'impôts au Congrès pour réduire l'important déficit constaté au niveau des dépenses fédérales depuis début janvier 1967.
- 25 août : George Lincoln Rockwell, leader du Parti nazi américain, est assassiné par balle dans le Comté d'Arlington en Virginie.
- 28 août : Thurgood Marshall est le premier Noir à siéger à la Cour Suprême.
- 7 septembre : naissance aux États-Unis du puissant mouvement féministe du Women's Lib.
- Octobre : opération nationale de « retour à l’envoyeur » des convocations d’incorporation.
  - Hausse du chômage à 4,3 % de la population active.
- 21 octobre : manifestation du Pentagone contre la guerre du Viêt Nam. Le photographe Marc Riboud réalise le cliché La Fille à la fleur, et Bernie Boston prend la photographie Flower Power.
- Novembre : lancement par la Maison Blanche d'une grande campagne de communication sur la guerre du Vietnam. Chiffres et déclarations à l'appui, l’administration américaine atteste de la victoire prochaine des Etats-Unis sur le communisme nord vietnamien et de "la lumière au bout du tunnel. Cette phrase avait été prononcée par l'armée française en Indochine avant la terrible défaite de Dien Bien Phu en 1954.
  - L'absence d'intervention du secrétaire à la défense, Robert Mc Namarra, qui a pourtant supervisé la montée en puissance du conflit vietnamien est remarquée par les médias.
- 7 novembre : Public Broadcasting Act, création de programmes de télévisions éducatifs.
- 9 novembre : mission Apollo 4 qui inaugure la fusée Saturn V.
- 17 novembre : intervention télévisée du président Johnson sur le Vietnam : « nous infligeons des pertes bien plus grandes que celles que nous essuyons […] Nous faisons des progrès […] La population n'est plus sous la domination des vietcongs ».
- 15 décembre : Age Discrimination in Employment Act interdisant la discrimination au travail des plus de 40 ans.
- 19 décembre : La Cour Suprême statue que Clay Shaw doit subir son procès.
- Andy Warhol peint Marilyn, neuf tableaux peints de couleurs différentes.

## Économie
- Le budget de la défense atteint 70 milliards de dollars dont 1/3 est absorbé par la guerre du Vietnam.
- 13,7 milliards de dollars sont affectés aux dépenses sociales.
- Ralentissement de l'économie. 3 millions de  chômeurs (4,3 % de la population active).
- 12,5 milliards de dollars de déficit.
- 298 filiales de banques américaines à l’étranger (124 en 1960).
- Premiers signes de surchauffe de l'économie des États-Unis. La hausse des dépenses fédérales liées au conflit vietnamien et aux programmes sociaux de la Nouvelle société de Johnson entraîne une production monétaire en dollars sans précédent, provoquant une pression inflationniste au niveau mondial. Le système de Bretton Woods se fragilise et montre des risques d'implosion, prédisant sa suppression pure et simple en 1971.

## Société
- Johnson institue le busing, procédé consistant à conduire tous les matins des enfants noirs dans des écoles blanches de quartier éloignés et vice-versa.
- L'année 1967 est marquée par de violentes émeutes raciales qui touchent 128 villes des États-Unis dans les Etats de l'Illinois, la Caroline du Nord, le Tennessee et le Maryland. La répression menée par les forces de l'ordre fait 83 morts et plusieurs milliers de blessées. Elle soulève la question de la ségrégation raciale encore pratiquée aux États-Unis.
- Pour la première fois dans l'histoire du pays, les émeutes raciales s'étendent rapidement et touchent l’ensemble du territoire américain. Cette situation inédite oblige le gouvernement fédéral à faire intervenir l'armée en soutien des forces de sécurité locales qui sont débordées par l’ampleur et la violence des émeutes.

## Vietnam
- 485 000 hommes au Vietnam. 19 160 Américains ont été tués et 50 000 blessés.
- Campagne de communication publique de la Maison Blanche sur le conflit
- La guerre coûte 20 milliards de dollars par an.
- Creusement du déficit de l'Etat fédéral pour le financement des opérations militaires

## Naissances en 1967
- 23 juillet : Philip Seymour Hoffman, acteur et réalisateur. († 2 février 2014).

## Décès en 1967
- Le peintre Edward Hopper meurt le 15 mai 1967 dans son atelier de peinture.